# Florence Barsosio
Florence Jepkemoi Barsosio (11 augustus 1976) is een Keniaanse langeafstandsloopster. Op de wereldkampioenschappen in 1995 in Göteborg behaalde ze een dertiende plaats op de 5000 m. Daarna specialiseerde ze zich in de marathon.

## Loopbaan
In 2000 won Barsosio de marathon van Turijn en werd vijfde op de New York City Marathon in een persoonlijk record van 2:27.00. Het jaar erop won ze de marathon van Parijs en werd zesde op de marathon tijdens de WK in Edmonton.
In 2004 won Barsosio de marathon van Madrid en de marathon van Florence. Op de marathon van Dublin behaalde ze een tweede plaats. Ze werd in 2005 eveneens tweede in de marathon van Parijs en won de marathon van Wenen.
Haar jongere zus Sally Barsosio was wereldkampioene op de 10.000 m in 1997. Haar oom Paul Koech is eveneens een succesvol langeafstandsloper.

## Persoonlijke records
Baan
| Onderdeel | Prestatie | Datum            | Plaats  |
| --------- | --------- | ---------------- | ------- |
| 3000 m    | 8.53,50   | 16 juli 1997     | Nice    |
| 5000 m    | 15.20,51  | 26 augustus 1997 | Berlijn |
| 10.000 m  | 34.01,0   | 24 april 2005    | Novara  |

Weg
| Onderdeel      | Prestatie | Datum           | Plaats   |
| -------------- | --------- | --------------- | -------- |
| halve marathon | 1:11.09   | 12 maart 2000   | Parijs   |
| marathon       | 2:27.00   | 5 november 2000 | New York |

## Palmares

### 5000 m
- 1995: 13e WK - 15.56,96

### 15 km
- 1996: 13e São Silvestre - 57.07
- 1997: 5e Sao Silvestre Road Race - 54.36
- 2000:  Lidingöloppet - 55.02
- 2001:  Corrida Festas da Cidade do Porto - 49.28

### 10 Eng. mijl
- 2000: 6e Grand Prix von Bern - 57.16,4

### halve marathon
- 1997:  halve marathon van Rio de Janeiro - 1:15.21
- 2000:  halve marathon van Parijs - 1:11.09
- 2000: 5e halve marathon van Lissabon - 1:11.13
- 2001:  halve marathon van Parijs - 1:11.22
- 2001:  halve marathon van Praag - 1:12.51
- 2001: 5e halve marathon van Lissabon - 1:13.27
- 2004:  halve marathon van Villa Lagarina - 1:14.08
- 2004:  halve marathon van Turijn - 1:13.47
- 2004:  halve marathon van Saint Denis - 1:13.40
- 2005:  halve marathon van Prato - 1:14.01
- 2005: 9e Italiaanse kamp. in Recanati - 1:19.29

### marathon
- 2000:  marathon van Turijn - 2:27.58
- 2000: 5e New York City Marathon - 2:27.00
- 2001:  marathon van Parijs - 2:27.53
- 2001: 6e WK in Edmonton - 2:28.36
- 2001: 11e New York City Marathon - 2:31.50
- 2004:  marathon van Madrid - 2:34.10
- 2004:  marathon van Dublin - 2:33.58
- 2004:  marathon van Florence - 2:29.11
- 2005:  marathon van Parijs - 2:27.18
- 2005:  marathon van Wenen - 2:31.40
- 2005:  marathon van Taipei - 2:35.08
- 2006:  marathon van Madrid - 2:36.13

### veldlopen
- 1997: 13e WK - 21.36